# モンテセーガレ
モンテセーガレ（伊: Montesegale）は、イタリア共和国ロンバルディア州パヴィーア県にある、人口約300人の基礎自治体（コムーネ）。

## 地理

### 位置・広がり

#### 隣接コムーネ
隣接するコムーネは以下の通り。
- ボルゴ・プリオーロ
- フォルトゥナーゴ
- ゴディアスコ・サリーチェ・テルメ
- ポンテ・ニッツァ
- ロッカ・スゼッラ
- ヴァル・ディ・ニッツァ

### 気候分類・地震分類
気候分類では、zona E, 2962 GGに分類される。
また、イタリアの地震リスク階級 (it) では、zona 3 (sismicità bassa) に分類される
。

## 行政

### 分離集落
モンテセーガレには、以下の分離集落（フラツィオーネ）がある。
- Bregne, Camolino, Case del Molino, Castignoli, Cencerate, Frascate, Languzzano, Molino della Montà, Sanguignano, Zuccarello

## 姉妹都市
- Valbelle、フランス 1999年